# 메시에 74
M74는 물고기자리에 있는 막대나선은하이다. 적색 편이가가 꽤 큰 편이다.

## 같이 보기
- 메시에 천체 목록
- 소용돌이 은하